# Scardamia decolor
Scardamia decolor är en fjärilsart som beskrevs av W. Warren 1902. Scardamia decolor ingår i släktet Scardamia och familjen mätare. Inga underarter finns listade.